# Списак епизода серије У корак са Кардашијанима
У корак са Кардашијанима америчка је ријалити телевизијска серија, емитована на мрежи E!. Радња потиче од Рајана Сикреста, који је такође био извршни продуцент. Серија се фокусира на сестре Кортни, Ким и Клои Кардашијан, поред Кендал и Кајли Џенер.
Додатно ставља нагласак на њиховог брата Роба Кардашијана, њихову мајку Крис Џенер, њиховог полуродитеља Кејтлин Џенер, и Кортниног сада бившег дечка, Скота Дисика. Клоин бивши супруг Ламар Одом развио је важну позицију као део споредне екипе од четврте сезоне надаље, мада се ретко појављивао у осмој сезони покушавајући да поправи брак са Клои. Заједно са седмом сезоном, Канје Вест постао је споредни члан екипе након што је ступио у везу са Ким. Вест је касније развио истакнутију улогу од 16. сезоне надаље. У осмој и деветој сезони, Кејтлинина деца Броди и Брендон, и Брендонова бивша супруга, Лија постали су стални чланови екипе. Блек Чајна се појављивала као споредни члан екипе током целе 12. сезоне, док је била верена са Робом.
Серија је продуцирала спин-офове Кортни и Ким освајају Мајами, Кортни и Ким освајају Њујорк, Клои и Ламар, Кортни и Клои освајају Хамптонс, Дашове лутке, Ја сам Кејт, Коктели са Клои, Осветничко тело са Клои Кардашијан, Роб и Чајна, Кајлин живот и Баци га као Дисик.

## Преглед серије
| Сезона | Сезона | Епизоде | Епизоде | Оригинално емитовање | Оригинално емитовање |
| Сезона | Сезона | Епизоде | Епизоде | Премијера            | Финале               |
| ------ | ------ | ------- | ------- | -------------------- | -------------------- |
|        | 1.     | 8       | 8       | 14. октобар 2007.    | 2. децембар 2007.    |
|        | 2.     | 10      | 10      | 9. март 2008.        | 26. мај 2008.        |
|        | 3.     | 12      | 12      | 8. март 2009.        | 25. мај 2009.        |
|        | 4.     | 11      | 11      | 8. новембар 2009.    | 21. фебруар 2010.    |
|        | 5.     | 12      | 12      | 22. август 2010.     | 20. децембар 2010.   |
|        | 6.     | 16      | 16      | 12. јун 2011.        | 19. децембар 2011.   |
|        | 7.     | 18      | 18      | 20. мај 2012.        | 28. октобар 2012.    |
|        | 8.     | 21      | 21      | 2. јун 2013.         | 1. децембар 2013.    |
|        | 9.     | 20      | 20      | 19. јануар 2014.     | 1. септембар 2014.   |
|        | 10.    | 17      | 17      | 15. март 2015.       | 11. октобар 2015.    |
|        | 11.    | 13      | 13      | 15. новембар 2015.   | 21. фебруар 2016.    |
|        | 12.    | 21      | 21      | 1. мај 2016.         | 20. новембар 2016.   |
|        | 13.    | 14      | 14      | 12. март 2017.       | 11. јун 2017.        |
|        | 14.    | 19      | 19      | 1. октобар 2017.     | 4. март 2018.        |
|        | 15.    | 16      | 16      | 5. август 2018.      | 9. децембар 2018.    |
|        | 16.    | 12      | 12      | 31. март 2019.       | 30. јун 2019.        |
|        | 17.    | 12      | 12      | 8. септембар 2019.   | 15. децембар 2019.   |
|        | 18.    | 6       | 6       | 26. март 2020.       | 30. април 2020.      |
|        | 19.    | 8       | 8       | 17. септембар 2020.  | 12. новембар 2020.   |
|        | 20.    | 14      | 14      | 18. март 2021.       | 20. јун 2021.        |

## Епизоде

### 1. сезона (2007)
Прва епизода је емитована 14. октобра 2007. године. Е! нетворк је саопштио да је серија достигла рејтинг од преко 13 гледалаца за првих месец дана приказивања.
1. епизода Посматрам те — Крис и Брус славе годишњицу брака. Ким се појављује у емисији Тајре Бенкс.
2. епизода Мама менаџер — Крис и Ким се свађају око објављивања одређених слика. У међувремену Крис запошљава дадиљу која није баш поуздана као што се чини.
3. епизода Броди је у кући — Ким, Клои и Кортни одлазе у Мексико да би се сликале за линију бикинија, без Брусовог знања плашећи се његове реакције.
4. епизода Одело за рођендан — Плејбој магазин контактира Крис са жељом да се Ким појави у децембарском издању.
5. епизода Сећања на тату — Клои не зна како се да носи са болом због губитка оца. Напија се и бива ухапшена због вожње под дејством алкохола.
6. епизода Дефинитивно си трудна — Ким, Клои и Кортни крећу из Лас Вегаса, а Кортни сумња да је трудна.
7. епизода Рука која помаже — Ким, Клои и Кортни налазе бескућника и помажу му да промени свој живот.
8. епизода Цена славе — Кортни бива уцењена скандалозним сликама из њене младости.

### 2. сезона (2008)
Друга сезона је премијерно приказана 9. марта 2008. Прва епизода је привукла више од 1,4 милиона гледалада а гледаност је порасла више од 30 процената.
1. епизода Ким постаје дива — Ким постаје арогантна и понаша се као сноб. Породица мисли да јој је слава ударила у главу. Кортни сумња да је Скот вара.
2. епизода Робова нова девојка — Роб започиње везу са глумицом Ејдријен Бејлон.
3. епизода Клои жели да глуми — Клои почиње да похађа часове глуме. Крис запошљава стилисту који ће тотално променити стил њеног мужа.
4. епизода Крис постаје навијачица — Крис добија понуду да постане навијачица. У међувремену Клои учи своју млађу сестру Кендал о променама у пубертету.
5. епизода Клои иде на састанке — Ким и Кортни постају забринуте јер њихова сестра Клои већ дуго није била у вези, тако да праве профил са њеним именом на сајту за упознавање.
6. епизода Самоодбрана — Пошто њихова радња бива вандализована, Ким, Клои и Кортни одлазе на часове самоодбране.
7. епизода Грађански рат Кардашијана — Ким се свађа са својим сестрама јер је купила нови бентли.
8. епизода Породични одмор Кардашијана — Ким је и даље у свађи са својим сестрама. Упркос томе цела породица одлази на одмор у Колорадо.
9. епизода Ким прави календар за Реџија — Ким одлучује да поклони свом дечку Реџију Бушу календар са њеним провокативним сликама. Међутим, календар бива јавно објављен.
10. епизода Нова перспектива за Њу Орлеанс — Ким, Клои и Кортни одлазе у Њу Орлеанс да би присуствовале добротворном билијар турниру на којем учествује Реџи Буш.
11. епизода Прљавштине — Најбољи моменти из серије.

### 3. сезона (2009)
Прва епизода треће сезоне је премијерно приказана 8. марта 2009, а финале је привукло више од 1,9 милиона гледалаца.
1. епизода Слобода за Клои — Клои одлази у затвор због кршења условне казне. Ближи се годишњица смрти Роберта Кардашијана.
2. епизода Кортнина прва насловница — Кортни запошљава Крис као менаџера пошто добија понуду за насловницу магазина 944. Роб и Ејдријен Бејлон почињу да живе заједно.
3. епизода Радије ћу ићи гола... или у куповину — Клои почиње да осећа велики притисак када пристане да се слика за кампању Радије ћу ићи гола него носити крзно. Породица сумња да Ким постаје зависна од куповине.
4. епизода Пусикет вид — Ким одлази на ласерску операцију очију да би могла да наступи са групом Пусикет Долс. Брус одлази на колоноскопију.
5. епизода Сви за једног и један за Ким — Ким потписује уговор за парфем, што проузрокује свађу између сестара. Крис и Брус покушавају да пронађу заједничка интересовања.
6. епизода Пепељуга — Клои сумња да је Крис њена права мајка, што узнемирава Крис. Роб тетовира портрет свог оца.
7. епизода Сваке две године — Кортни поново сумња да је Скот вара. Клои одлази на биопсију јер лекари сумњају да има рак коже.
8. епизода Даљина спаја срца — Клои одлази на недељу моде у Њујорк и почиње да размишља о селидби у Велику Јабуку. Због пренатрпаног распореда Ким мора да бира између посла и Реџија.
9. епизода Напуштајући гнездо — Клои почиње да тражи станове у Њујоркку. Сестре купују Крис новог кућног љубимца-малог мајмуна.
10. епизода Упознајте Кардашијане — Брус одлази на пластичну операцију како би умањио штету претходне, на коју је отишао због спортских повреда. Породица олази на камповање са Ејдријеном породицом.
11. епизода Шта је моје — твоје је — Кортни позајмљује ствари своје сестре без њене дозволе, што проузрокује свађу између ње и Ким. Брус је забринут је се Кајли превише шминка за своје године.
12. епизода Дупла невоља — Клои сазнаје да је њен нови дечко, Рашад, вара. Кортни раскида са Скотом.

### 4. сезона (2009-10)
Премијера прве епизоде четврте сезоне била је 8. новембра 2009. и трајала је два сата. Остатак сезоне је почео са приказивањем 13. децембра 2009, а финале је приказано 21. фебруара 2010. Гледаност финалне епизоде оборила је све рекорде са преко 4,8 милиона гледалаца. Тиме је финална епизода постала најгледанија у историји Е! нетворка.
1. епизода Венчање — Клои и Ламар одлучују да се венчају само месец дана после упознавања. Роб покушава да се помири са Ејдријен. Ким почиње да схвата да јој недостаје већ бивши дечко, Реџи Буш.
2. епизода Напад на Скота — Кортни и Скот почињу да се удаљавају од породице, највише од Клои која не подржава њихову везу.
3. епизода Врућа шоља љубави — Клои одлази на часове за спречавање беса, пошто је ошамарила Скота. Крис покушава да зачини свој брак, али се ствари завршавају на неочекиван начин.
4. епизода Жеља за бебом — Клои постаје веома срећна када сазнаје да је можда трудна, али разочарава се када сазна да није.
5. епизода Или се промени или је крај — После свађе са Скотом јер није дошао на час о бебама, Кортни почиње да сумња да ли је он прави избор за дечка. Крис и Брус се свађају око новца.
6. епизода Мораш да волиш псе — Иако је рекла да не воли псе, Ким усваја малу чиваву са улице.
7. епизода Боксерска тела — Цела породица организује боксерски догађај у добротворне сврхе, где су они сами учесници. Међутим, њихови противници схватају ствари превише озбиљно.
8. епизода Викенд из пакла — Сестре одлазе за викенд у Санта Барбару на последње путовање пре него што се Кортни породи. Клои и Ким се напијају, а то нервира трудну Кортни.
9. епизода Желим твој секс — Клои жели да направи секси снимак за свог мужа Ламара који је на путу. Случајно, Ламар пушта снимак пред Робом и Скотом.
10. епизода Кривите алкохол — На прослави Киминог рођендана у Лас Вегасу, Скот се напија и прави целој породици огроман проблем.
11. епизода Стиже беба Мејсон — Кортни се порађа. Неколико недеља после Клои и Кортни одлучују да се врате у Мајами на пар месеци.